# Schoolcraft (Michigan)
Pour les articles homonymes, voir Schoolcraft.
Schoolcraft est un village du comté de Kalamazoo, dans l'État du Michigan, aux États-Unis. En 2020, il comptait une population de 1 466 habitants.